# Inger Christrup
Inger Anny Carla Christrup Wellejus f. Christrup Hansen (født 8. januar 1912 i København, død 8. december 1980 smst) var en dansk pianist.

## Revy Biografi
Inger Christrup Wellejus har medvirket ved revyerne: 
- En buket kvinder (1941) (Musikalsk ledelse)
- Hornbæk Revyen (1943)
- Dagmar Revyen (1946)
- Hornbæk Revyen (1947)
- Dagmar Revyen (1948) (Musikalsk ledelse)
- Fiffer-Revyen (1950) (Musikalsk ledelse)
- Hornbæk Revyen(1951) (Kapelmester)
- Dagmar Revyen (1953)
- ABC for viderekomne (1956)
- Knaldperler (1956) (Kapelmester)
- På slap line (1957)
- Helsingør-Revyen (1963)